# Czingeltej
Czingeltej (mong. Чингэлтэй) – dzielnica Ułan Bator, stolicy Mongolii.
Dzielnica położona jest w północnej części Ułan Bator. Obejmuje powierzchnię 89,3 km² i dzieli się na 19 osiedli. Populacja w 2013 roku liczyła 153,933 osób.
Dzielnica ma charakter przemysłowo-usługowy.